# Он, Энди
Энди Он (кит. 安志杰; пиньинь: Ān Zhìjié; ютпхин: On Zi Git; имя при рождении — Энди Тянь (Andy Tien); род. 11 мая 1977 года, Провиденс, Род-Айленд, Соединённые штаты Америки) — китайско-американский актёр, а также мастер боевых искусств.

## Биография
Энди Он не окончил среднюю школу. Работал барменом в Род-Айленде. Как-то во время работы Энди заметили гонконгские кинорежиссёр Цуй Харк и продюсер Чарльз Хён. Впоследствии Энди был приглашен на роль в фильме «Чёрная маска 2: Город масок» (2002) с Джетом Ли.
Поначалу Энди не получил большого успеха, но освоил и продолжил развиваться в области боевых искусств в фильмах, в том числе с Джеки Чаном. Тренировки с Чаном у Энди начались ещё в 2001 году. За годы тренировок получил огромное количество травм, что даже во время съёмок фильма «Новая полицейская история» (2004) Энди также был травмирован.
В 2004 году Энди Он был номинирован на Гонконгскую кинопремию за Лучшую актёрскую игру, а также Лучший новый артист в фильме «Звёздный бегун» (2003).
Помимо того, что Энди играет в кино, он ещё и поёт. Им было выпущено несколько треков, в том числе песня Angel of Love с певицей Джолин Цай.
Увлечения Энди — боевые искусства и видеоигры. Он продолжает изучать боевые искусства кунг-фу вместе со своим другом Филипом и тайский бокс с кикбоксером Билли Чоу в вин-чунь.
Энди Он может говорить по-английски, на севернокитайском и немного по-кантонски.

## Личная жизнь
Энди встречался с моделью и актрисой Дженнифер Тсе (род. в 1982) с 2009 по 2013 годы.
Во время съёмок фильма «Бойцовский клуб зомби» (2014) он познакомился с актрисой Джессикой Камбенси (род. в 1988). С ноября 2014 года пара начала встречаться. В марте 2016 года у Энди и Джессики родилась дочь, которую они назвали Тессой. 15 октября 2017 года Энди Он и Джессика Камбенси поженились на приватной церемонии на Гавайях.

## Избранная фильмография
| Год  |   | Русское название                  | Оригинальное название | Роль               |
| ---- | - | --------------------------------- | --------------------- | ------------------ |
| 2002 | ф | Чёрная маска 2: Город масок       | 黑俠II                | Чёрная маска       |
| 2003 | ф | Звёздный бегун                    | 少年阿虎              | Танк Вонг          |
| 2004 | ф | Новая полицейская история         | 新警察故事            | Тин-Тин Ло         |
| 2006 | ф | Выборы 2                          | 黑社會:以和爲貴       | Лик                |
| 2006 | ф | Последний бой                     | 黑拳                  | Серебряный Дракон  |
| 2007 | ф | Неуязвимая мишень                 | 男兒本色              | Тянь Ен-ие         |
| 2007 | ф | Безумный следователь              | 跟蹤                  | инспектор Хо Каонь |
| 2008 | ф | Троецарствие: Возрождение дракона | 三國之見龍卸甲        | Ден Зи             |
| 2010 | ф | Настоящая легенда                 | 蘇乞兒                | Юань               |
| 2011 | ф | Потерянный мастер клинка          | 关云长                | Конг Ксю           |
| 2011 | ф | Хунмэньское празднество           | 鴻門宴                | Хан Ксин           |
| 2013 | ф | Особая личность                   | Te shu shen fen       | Санни              |
| 2015 | ф | Кибер                             | Blackhat              | Алекс Транг        |